# Lauffen am Neckar
Lauffen am Neckar – miasto w Niemczech, w kraju związkowym Badenia-Wirtembergia, w rejencji Stuttgart, w regionie Heilbronn-Franken, w powiecie Heilbronn, siedziba wspólnoty administracyjnej Lauffen am Neckar. Leży nad Neckarem, ok. 10 km na południe od Heilbronn, przy drodze krajowej B27.

## Współpraca
Miejscowości partnerskie:
- La Ferté-Bernard, Francja
- Meuselwitz, Turyngia

## Galeria

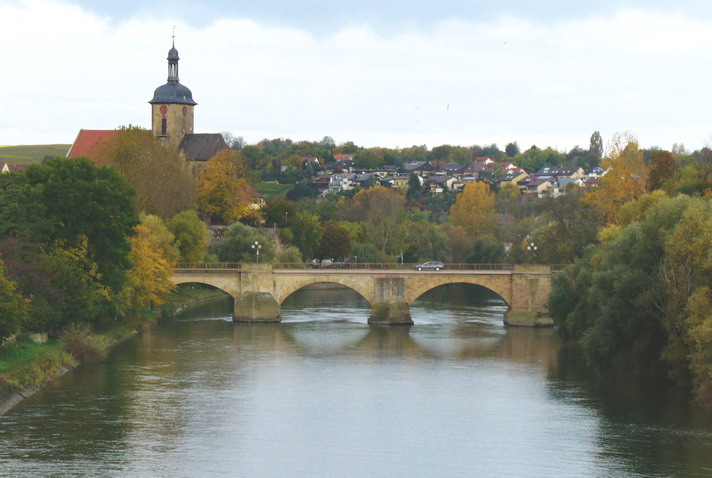
Neckar
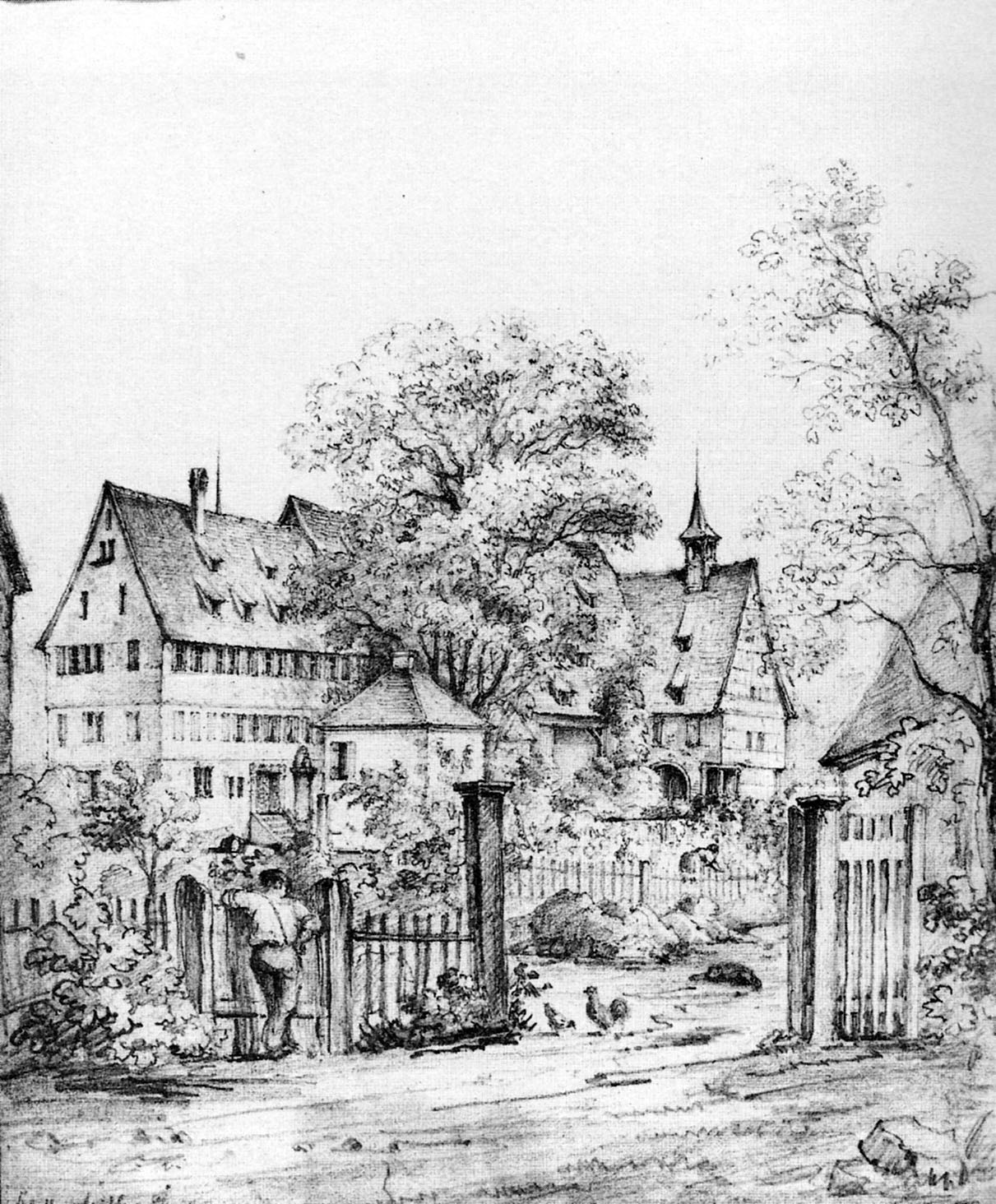
Miasto w 1840